# Список переименованных населённых пунктов Якутии
Список переименованных населённых пунктов Якутии включает перечень населённых пунктов на территории современной Республики Саха (Якутии), которые изменили название; дополнительно — указание на законодательные акты по переименованию, другие источники по проблематике.

## Л
Нижне-Сталинск → пос. Ленинский.

## О
с. Олом Эмисского наслега (сельского округа) Амгинского улуса (района) → с. Олом-Кюёле.
с. Тойоку Оргётского наслега (сельского округа) Верхневилюйского улуса (района) → с. Оргёт

## Р
с. Полярное Аллаиховского улуса (района) → с. Русское Устье Русско-Устьинского наслега (сельского округа) того же улуса (района).

## Т
с. Кытанах-Кырдал Мальжагарского 1-го наслега (сельского округа) Хангаласского улуса (района) → с. Тойон-Ары

## Х
с. Булгунняхтах Хоринского наслега (сельского округа) Верхневилюйского улуса (района) → с. Хоро.